# Елизаров, Владимир Фёдорович
Владимир Фёдорович Елизаров (20 ноября 1972, Калинин — 13 июля 1993) — инструктор службы собак 12-й заставы Московского пограничного отряда Группы российских пограничных войск в Республике Таджикистан, сержант, Герой Российской Федерации.

## Биография

### Ранние годы и служба в армии
Владимир Елизаров родился 20 ноября 1972 года в городе Калинине (ныне Тверь). Русский. Окончил среднюю школу-интернат № 3 в Калинине, среднее профессиональное техническое училище № 6 по специальности «станочник широкого профиля». Трудился на Тверском вагоностроительном заводе.
В ноябре 1991 года был призван в ряды Вооружённых сил. Служил в учебном полку в Коврове Владимирской области, затем в Тамбове. Во время службы освоил специальность стрелка переносного зенитно-ракетного комплекса и с июня 1992 года служил в зенитно-ракетном дивизионе мотострелкового полка в Группе советских войск в Германии. В сентябре 1992 года Елизаров был переведён в пограничные войска и направлен в Таджикистан, на 12-ю заставу Московского погранотряда, находившуюся на таджико-афганской границе. На границе Елизаров стал инструктором службы собак и принимал участие в боевых действиях. В Таджикистане в это время шла гражданская война; через границу с Афганистаном постоянно проникали душманы, которые оказывали помощь исламистам.

### Последний бой
Утром 13 июля 1993 года до 250 боевиков напали на 12-ю заставу Московского погранотряда. В числе нападавших был тогда ещё неизвестный террорист Хаттаб.
Основными целями нападавших являлись уничтожение заставы и создание плацдарма для дальнейшего крупномасштабного наступления на Кулябском направлении. Кроме того, потери среди российских военнослужащих, предположительно, должны были вызвать резонанс среди общественности России, которая станет требовать вывода всего российского воинского контингента из Таджикистана, что в свою очередь позволит свергнуть законное правительство республики.
В 4.00 пограничный наряд на юго-восточной окраине опорного пункта заставы, в составе которого был сержант Елизаров, обнаружил скрытно приближавшихся бандитов. Застава, на которой находились 48 человек (два офицера, два сверхсрочника, 41 солдат и сержант, трое из которых — из полка 201-й мотострелковой дивизии — экипаж боевой машины пехоты), была поднята по тревоге. Боевики атаковали пограничников, открыв огонь из миномётов, горных орудий, гранатомётов и стрелкового оружия (в их распоряжении находилось не менее 12 пулемётов, 4 безоткатных орудий, 5 установок реактивных снарядов, 2 минометов, до 30 ручных гранатомётов). Они подбили БМП и вывели из строя станковый гранатомёт СПГ-9. Тяжёлое ранение получил начальник пограничной заставы старший лейтенант Михаил Майборода, были убиты и ранены несколько пограничников.
Елизаров находился в отдалении от здания казармы, где оборонялись основные силы пограничников, и принял бой сначала с двумя товарищами, а после их гибели — сражался в одиночку. Будучи ранен, Елизаров попытался прорваться к питомнику служебного собаководства. Ему это почти удалось, но он был окружён пятью боевиками, с которыми вступил в рукопашную схватку и погиб в ней. Над телом погибшего боевики цинично надругались, отрезав голову и бросив её в вольер к собакам.
Всего в бою погибли 22 пограничника и трое военнослужащих 201-й дивизии, боевики потеряли до 70 человек и были отброшены прибывшими российскими подкреплениями на территорию Афганистана. На территории заставы и вокруг неё были обнаружены трупы 35 убитых наёмников. В районе, где вёл бой Елизаров с товарищами, было найдено свыше 10 трупов бандитов, при том что многих своих убитых боевики унесли с собой.
Указом Президента Российской Федерации № 1050 от 19 июля 1993 года за мужество и героизм, проявленные при исполнении воинского долга во время инцидента на таджикско-афганской границе сержанту Владимиру Фёдоровичу Елизарову было посмертно присвоено звание Героя Российской Федерации.
Владимир Елизаров был похоронен с воинскими почестями на Дмитрово-Черкаском кладбище Твери.

## Память
- В Заволжском районе Твери есть улица Сержанта Елизарова. Возле дома № 37 в честь В. Ф. Елизарова обустроен небольшой мемориал и установлен памятный знак «Пограничный столб»[3]. В 2012 году по адресу улица Хромова, д. 18, где жил Елизаров, состоялось открытие мемориальной доски в его честь[4]. 28 мая 2018 года на площади Конституции в Сквере Вагоностроителей был открыт памятник Владимиру Елизарову[5][6][7]. Имя Героя увековечено на мемориале воинам-интернационалистам (район Затьмачье).
- В городе Коврове 13 января 2018 года на аллее Славы, расположенной на территории 467-го гвардейского Краснознамённого Московско-Тартуского окружного учебного центра, в честь В. Ф. Елизарова установлена именная стела с барельефом Героя[8].
- Приказом Министра безопасности РФ № 413 от 1 ноября 1993 года 12-я застава Московского пограничного отряда была переименована в «12-ю пограничную заставу имени 25 Героев».